# Cuvilly
Cuvilly település Franciaországban, Oise megyében. Lakosainak száma 621 fő (2022. január 1.). Cuvilly Gournay-sur-Aronde, Lataule, Mortemer, La Neuville-sur-Ressons, Orvillers-Sorel és Ressons-sur-Matz községekkel határos.

## Népesség
A település népességének változása:
| Lakosok száma | 616  | 627  | 637  | 637  | 631  | 625  | 623  | 622  | 621  |
|               | 2013 | 2015 | 2016 | 2017 | 2018 | 2019 | 2020 | 2021 | 2022 |